# Hypotéza handicapů

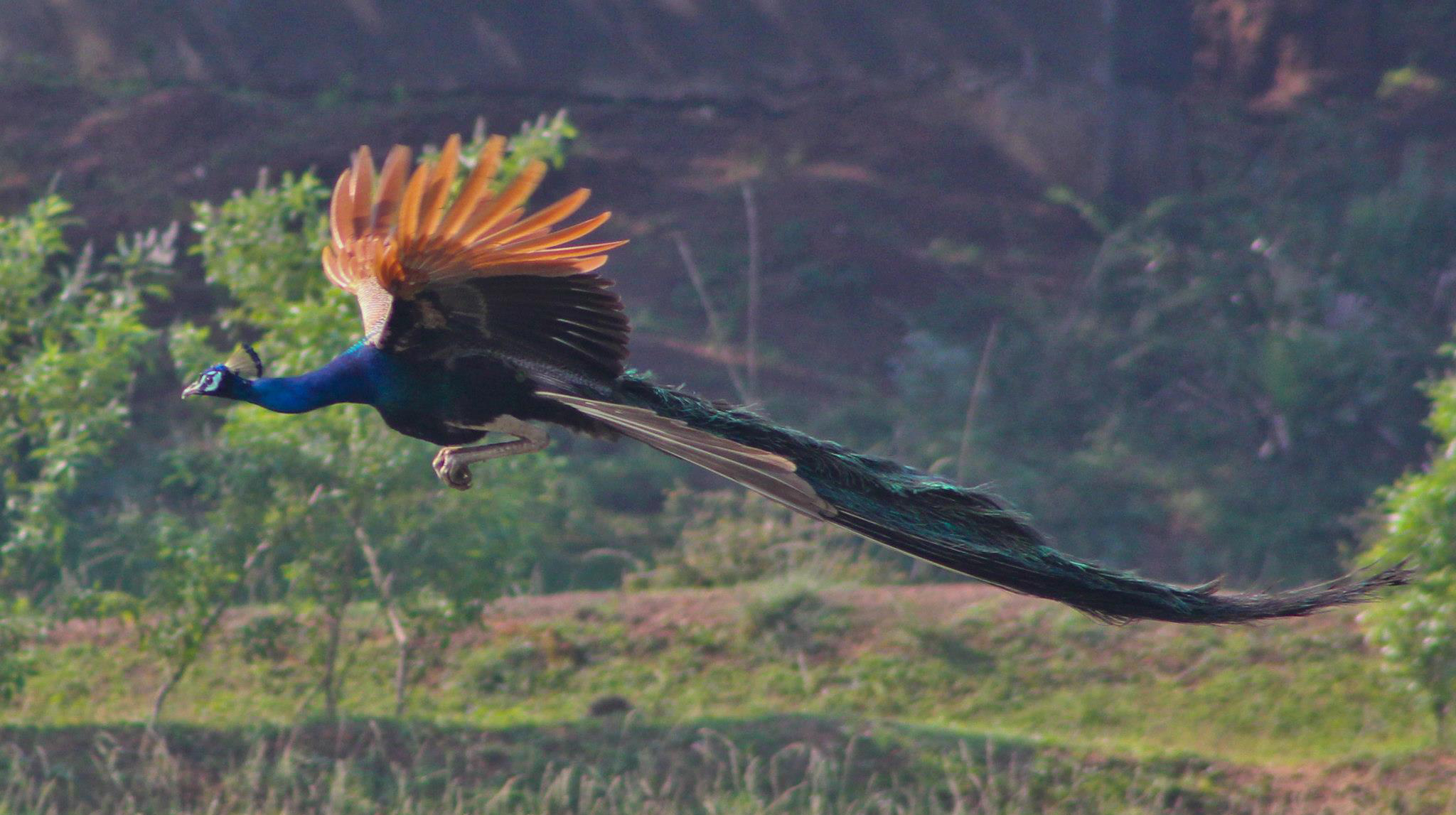
Dlouhá pera (jako v případě páva) mohou představovat formy handicapu

Hypotéza handicapů či jen hypotéza handicapu představuje jeden z konceptů evoluční biologie, respektive pohlavního výběru, vysvětlující mj. vznik různých excesivních, pohlavně dimorfních struktur.

## Příklady

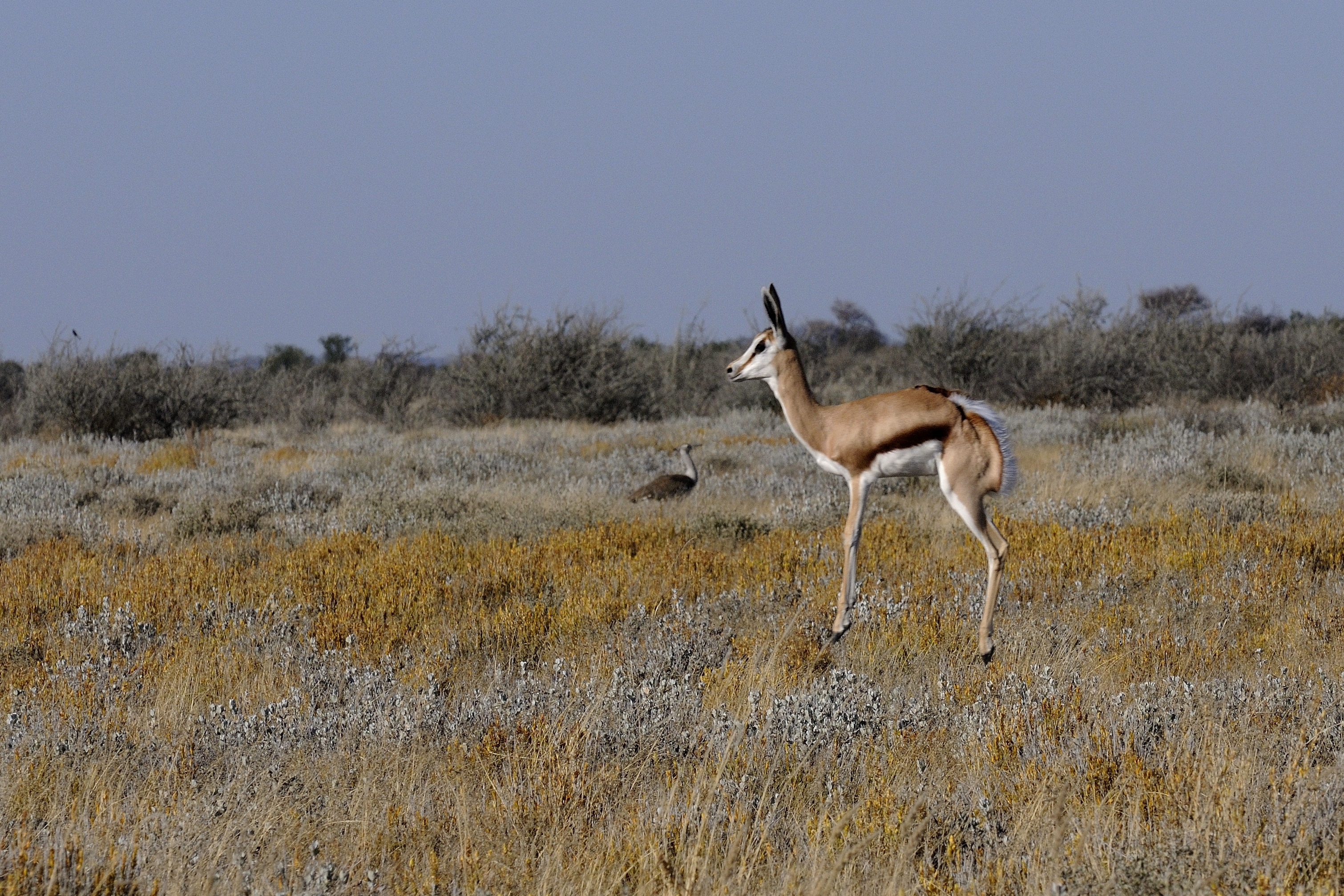
Antilopa skákavá při stottingu

Podle této hypotézy je zapotřebí genetickou kvalitu demonstrovat tak, aby tato demonstrace byla hodnověrná a nefalšovatelná; samci tedy z tohoto důvodu využívají způsoby, které je v životě poněkud znevýhodňují, a proto si je mohou dovolit skutečně jen ti nejkvalitnější z nich. Samice pak u samců tyto znaky preferují, vybírají si je právě pro jejich handicap, navzdory němuž dokázali samci úspěšně přežít.
Hypotéza handicapů je vztahována především na rozvoj různých excesivních, pohlavně dimorfních struktur, jako je dlouhé ocasní peří samců některých ptáků, které by jim mělo být v běžném životě spíše na obtíž. Dokonce i samotný účinek pohlavního hormonu testosteronu je však podle některých studií handicapový: testosteron jednak stimuluje rozvoj sekundárních pohlavních znaků, podporovaných pohlavním výběrem, na druhou stranu však snižuje úroveň imunitní reakce organismu.
Hypotézu handicapů lze nicméně vztáhnout i na různé typy chování, a to včetně mezidruhové signalizace. Hojně citovaný příklad je tzv. stotting – zdánlivě zbytečné vysoké výskoky pomocí všech čtyř končetin – u antilopy skákavé v případě ohrožení predátorem. Tím, že antilopy zvyšují riziko predace, podle této hypotézy vysílají signál o své zdatnosti a výborné kondici jak k ostatním členům stáda, tak směrem k predátorovi. Stejné vysvětlení poskytuje i pozorování varovacího chování timálie šedé (Turdoides squamiceps), které míří pravděpodobně taktéž jak k ostatním členům hejna, tak směrem k dravcům. Při podobném konceptu tedy taková forma zdánlivě altruistického chování není hnána skupinovým výběrem, ale jde naopak o příklad selekce ve skupině, přičemž takoví jedinci si demonstrovaným chováním zvyšují svou vlastní fitness.

## Historie

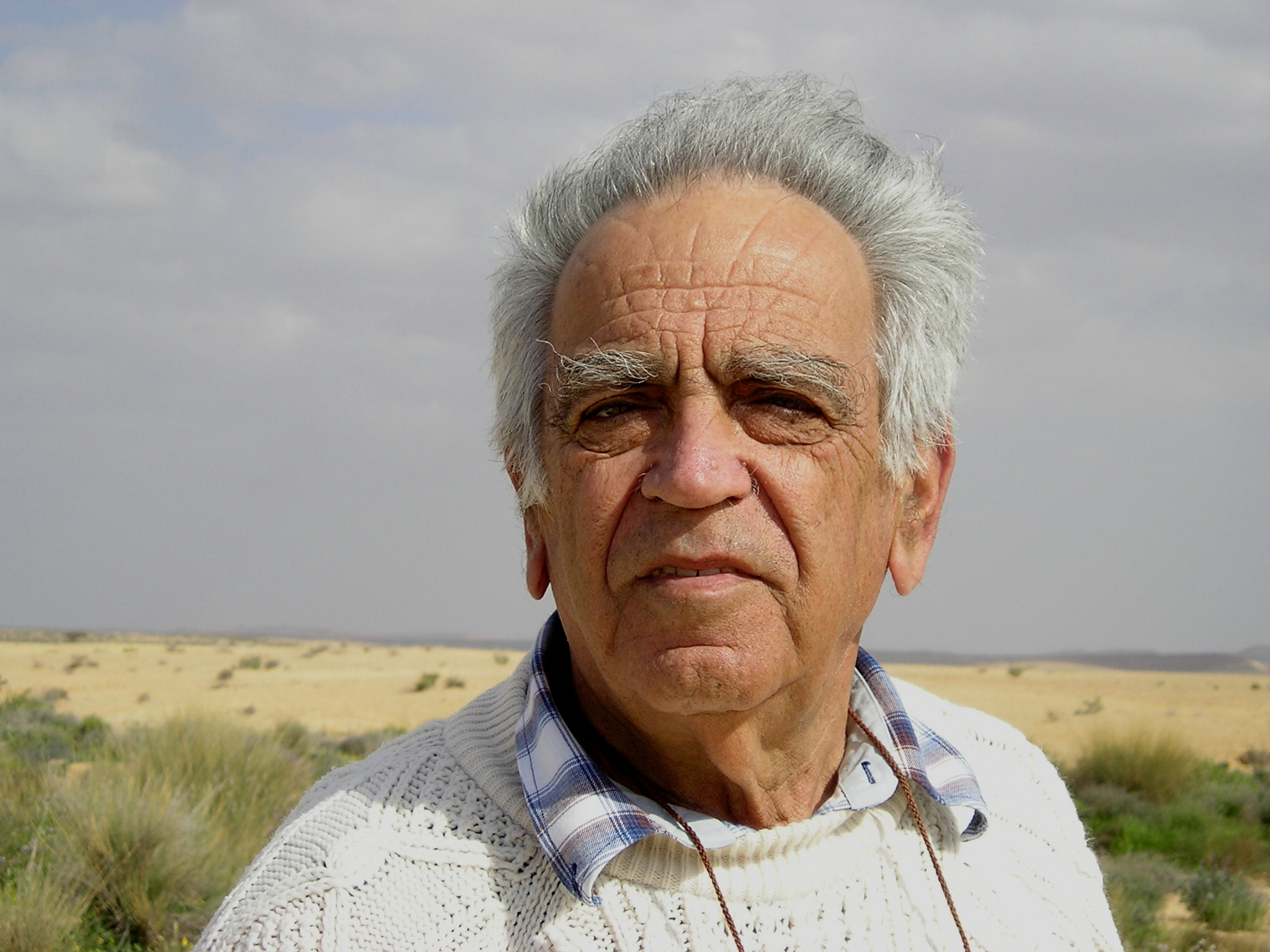
Amotz Zahavi, autor hypotézy handicapů

Hypotézu handicapů v roce 1975 poprvé představil izraelský evoluční biolog Amotz Zahavi. Zpočátku byla zavrhována, širokého přijetí dosáhla až po zveřejnění teoretických modelů skotského evolučního biologa Alana Grafena, jež princip handicapů obhajovaly.
Studie vydaná v roce 2020 nicméně upozornila na to, že původní Zahaviho hypotéza byla dlouhodobě zaměňována – a to i v rámci Grafenových modelů – s jeho jinou hypotézou, již vydal roku 1977. Obě tyto hypotézy se však ve své podstatě liší. V původní hypotéze a navazujících pracích Zahavi popisoval, že handicapové vlastnosti se vyvíjejí kvůli a ne navzdory jejich nákladům na životaschopnost jedince a jde o jakési dodatečné náklady (extra costs), které mají zajišťovat jejich spolehlivost. Zahavi to vysvětloval nedarwinistickým typem selekce, tzv. „signálním výběrem“, který podporuje plýtvání nad efektivitou. Zahaviho hypotéza z roku 1977 naopak předpokládá, že samci jsou schopni přizpůsobit projev sekundárních pohlavních znaků podle své kvality a že u nekvalitních samců stojí podobná signalizace více nákladů ve srovnání s kvalitními samci. V porovnání s první hypotézou jde tedy spíše o případ jisté fenotypové plasticity závislé na podmínkách, druhá hypotéza navíc nevyžaduje zvláštní typ selekce a nepředpokládá, že se nákladné signály vyvíjí kvůli jejich nákladům; naopak poctivé, nákladné signály selekce upřednostňuje navzdory jejich negativním vlivům na přežití.